# Ipomoea lindenii
Ipomoea lindenii es una especie fanerógama de la familia Convolvulaceae.

## Clasificación y descripción de la especie
Enredadera lignescente, voluble, perenne; tallo ramificado, glabro o pubérulo; hoja ovada u oblongo-ovada, de 6 a 14(17) cm de largo, de (2.5)4 a 8.5(10.5) cm de ancho, ápice agudo, acuminado o atenuado, sin pelos o pilósula en las nervaduras principales; inflorescencias con 1 a 5 o más flores; sépalos subiguales o desiguales, estrechamente elípticos a oblongo-obovados, de 8 a 12 mm de largo, los exteriores más cortos; corola con forma de embudo (infundibuliforme), de 4 a 5 cm de largo, verdosa a morada, tubo más oscuro en el interior, de color lila en el exterior; el fruto es una cápsula largamente ovoide, de 11 a 14 mm de largo, con 4 semillas, largamente triangular-elipsoides, de 7 a 9 mm de largo, con pubescencia café-amarillenta.

## Distribución de la especie
Se distribuye en la región neotropical desde el centro de México (Querétaro, Jalisco, Michoacán, México, Puebla, Veracruz, Guerrero, Oaxaca, Chiapas y Campeche), hasta Venezuela.

## Ambiente terrestre
Esta especie es escasa, se desarrolla en zonas húmedas con bosque tropical caducifolio y subcaducifolio de la Sierra Madre del Sur. En una altitud de 400 a 600 m. Florece en octubre. No se han encontrado poblaciones en las exploraciones de los últimos años.

## Estado de conservación
No se encuentra bajo ningún estatus de protección.